# Michael Langley
Michael Elliott Langley (nascido em 1961/62) é um general do Corpo de Fuzileiros Navais dos Estados Unidos que serviu como comandante do Comando das Forças do Corpo de Fuzileiros Navais dos Estados Unidos, Comando do Norte das Forças do Corpo de Fuzileiros Navais dos Estados Unidos e Força Marinha da Frota do Atlântico. Mais recentemente, atuou como vice-comandante da Força Marinha da Frota do Atlântico e, antes disso, como comandante das Forças Marinhas dos Estados Unidos na Europa e na África.
Langley é o primeiro general negro de quatro estrelas do Corpo de Fuzileiros Navais dos Estados Unidos, tendo sido promovido a esse posto em 6 de agosto de 2022. Ele assumirá o comando do Comando dos Estados Unidos para a África em Stuttgart, Alemanha, em 9 de agosto de 2022, onde supervisionará cerca de 6 mil soldados na área de responsabilidade do AFRICOM.